# Bridge, Kent
Bridge är en ort och civil parish i grevskapet Kent i sydöstra England. Orten ligger i distriktet Canterbury, cirka 5 kilometer sydost om Canterbury. Tätorten (built-up area) hade 1 538 invånare vid folkräkningen år 2021.